# Дуань Иньмин, Матфей
Матфей Дуань Иньмин (22 февраля 1908 год, Китай — 10 января 2001 год, Вансянь, Китай) — католический прелат, епископ Вансяня с 9 июня 1949 года по 10 января 2001 год.

## Биография
27 марта 1937 года был рукоположён в священника.
9 июня 1949 года Римский папа Пий XII назначил его епископом Ваньсяня. 18 октября 1949 года состоялось рукоположение Матфея Дуаня Иньмина в епископа, которое совершил архиепископ Чунцина Луи-Габриэль-Ксавьер Янцен в сослужении с епископом Суйфу Рене-Дезиром-Роменом Буагеренем и епископом Шуньцина Павлом Ван Вэньчэном.
Скончался в 10 января 2001 года в Ваньсяне (уже переименованном в Ваньчжоу и включённом в состав Чунцина).